# HMS Royal George (1788)
La HMS Royal George era un vascello di prima classe a tre ponti da 100 cannoni della Royal Navy, prima unità della classe Royal George, costituita originariamente da quattro navi. Il vascello fu costruito negli anni novanta del XVIII Secolo, e rimasta in servizio fino al 1822.

## Storia
Così battezzata in onore del Re Giorgio III, fu costruita dal maestro d'ascia Nicholas Diddams su progetto dell’ingegnere navale Sir Edward Hunt e doveva essere la prima di una serie di quattro unità. di cui solo due vennero costruite sui piani originali.
Ordinato il 23 marzo 1782, il vascello, denominato Umpire, fu impostato presso i Chatham Dockyard di Chatham nel giugno 1784, e fu ufficialmente denominato Royal George l’11 settembre dello stesso anno, per onorare la memoria del precedente vascello Royal George andato perso mentre si trovava alla fonda a Portsmouth nel corso del 1782, con la morte di oltre 900 persone. 
La costruzione del nuovo Royal George fu supervisionata dal maestro d’ascia John Nelson, e l’unità fu varata sullo scalo n.1 del Medway il 16 settembre 1788. Entrato in servizio nell’aprile 1790, al costo di 51.599 sterline, 5 scellini e 7 pence, il Royal George, al comando del captain Thomas Pringle, fu subito messo in armamento nel mese di maggio a seguito della crisi armata con il Regno di Spagna, che si risolse positivamente nel luglio seguente.
Dopo lo scoppio della guerra con la Francia nel febbraio 1793, il 14 giugno dello stesso anno il vascello, assegnato alla Channel Fleet, salpò con il resto della flotta al comando dell'ammiraglio Lord Howe per intercettare una squadra navale francese. 
Nel 1794 il vascello, nave ammiraglia della "Rear Division", al comando del viceammiraglio Alexander Hood, si distinse durante la grande battaglia navale contro la flotta francese al comando del viceammiraglio Louis Thomas Villaret de Joyeuse, passata alla storia come Glorioso Primo di Giugno. In questa occasione il fuoco dei suoi cannoni danneggiò gravemente i vascelli francesi Republicain (106 cannoni) e Sans Pareil (80 cannoni). 
Il 15 aprile 1797 l’equipaggio del vascello fu interessato dall’ammutinamento avvenuto tra gli equipaggi delle navi della flotta allora all’ancora a Spithead. Fu infatti da questa unità che partì il segnale di inizio della rivolta. Quando Lord Bridport fece alzare il segnale di salpare l’equipaggio del Royal George si arrampicò sul sartiame, e invece di sciogliere le vele applaudì per tre volte. Gli equipaggi delle altre navi aderirono all’ammutinamento e si rifiutarono di obbedire all’ordine di levare le ancore, chiedendo unanimemente che la petizione per migliorare le loro condizioni di vita a bordo delle navi, precedentemente consegnata a Lord Howe, fosse accolta. Nonostante le riunioni tenutesi a bordo della Queen Charlotte tra i comandanti e i rappresentanti degli ammutinati, fu solo grazie al ritorno di Howe, munito di delega reale che gli conferiva pieni poteri, avvenuto il 15 maggio, che la situazione si risolse positivamente, tanto che le navi presero il mare il giorno successivo.
Dopo la firma della pace di Amiens, avvenuta il 25 marzo 1802, il mese successivo il Royal George fu portato presso l’arsenale di Plymouth e messo in stato di disarmo. Rimase lì fino al luglio 1805, quando iniziarono i lavori di riparazione, e l’unità rientrò in linea nel giugno 1806 al comando del capitano Richard Dunn, divenendo nave di bandiera del viceammiraglio Sir John Duckworth. Nel febbraio 1807, con il resto della squadra navale, prese parte all’azione di forzamento dello stretto dei Dardanelli che secondo le intenzioni inglesi avrebbe dovuto portare alla distruzione di gran parte della batterie costiere ed a uno scontro con la flotta turca. Ciò non avvenne e, dopo essere arrivato in vista di Costantinopoli, Duckworth si ritirò con gravi danni alle navi causati dal fuoco della batterie costiere, in quanto la flotta turca non uscì allo scoperto.
Nel marzo 1807 prese parte alla spedizione inglese contro Alessandria d'Egitto. Rientrata in Patria nel corso dello stesso anno, rimase in linea con la Channel Fleet fino al 17 novembre 1811 quando si portò a Cadice, in Spagna, per dare assistenza ai difensori della città, allora assediata dalla truppe francesi. Nel novembre 1813 partecipò al blocco del porto di Tolone, e con la fine della guerra, nel 1814 rientrò in Inghilterra dove venne disarmata e posta in riserva a Plymouth, venendo demolita nel febbraio 1822.

### Annotazioni
1. ↑  Le altre erano la Queen Charlotte (100 cannoni), la Ville de Paris (110 cannoni) e la Hibernia  (120 cannoni).
2. ↑  Questa unità fu catturata, e dopo le opportune riparazioni, immessa in servizio nella Royal Navy con il nome di HMS Sans Pareil.
3. ↑  La delega concessagli gli conferiva pieni poteri, compreso quello di concedere un eventuale perdono ai rivoltosi.
4. ↑  La squadra inglese era formata da Royal George, Windsor Castle (98), HMS Repulse (74), HMS Ajax (74), HMS Pompée (80) e HMS Canopus (80), e dalle navi batteria HMS Lucifer e HMS Meteor. Inoltre vi era una formazione navale russa formata da 4 navi di linea.

### Fonti
1. 1 2 3 4  Lavery 2003, p. 179.
2. 1 2 3  Lyon, Winfield 2004, p. 35.
3. ↑  Colledge, Warlow 2006, p. 283.
4. ↑  Lambert 2000, p. 155.
5. 1 2 3 4 5 6 7  Pbenyon.
6. ↑  Donolo 2012, p. 262.
7. ↑  Donolo 2012, p. 264.
8. 1 2 3  Donolo 2012, p. 265.